# El cura gaucho (película)
El cura gaucho es una película argentina, en blanco y negro dirigida por Lucas Demare según el guion de Hugo Mac Dougall y Miguel Mileo que se estrenó el 25 de junio de 1941 y que tuvo como protagonistas a Aída Alberti, Homero Cárpena, Enrique Muiño y René Mugica.

## Sinopsis
La vida de José Gabriel Brochero (1840 - 1914), el cura cordobés que consagró su vida a los más necesitados.

## Reparto
Colaboraron en la película los siguientes intérpretes:
- Aída Alberti
- Graciliano Batista
- José Casamayor
- Homero Cárpena
- José De Ángelis
- Salvador Lotito
- Mecha López
- Enrique Muiño
- René Mugica
- Horacio Priani
- Marino Seré
- Héctor Torres
- Eloy Álvarez

## Comentarios
El crítico Calki dijo que era:

"Una película llena de emoción y de nobleza...doblemente buena por su calidad y su espíritu nacional...el personaje del padre Brochero notablemente encarnado por Enrique Muiño sobresale de inmediato con toda la riqueza"

Roland escribió:

"Nobleza y esmero artístico...un nuevo género: la biografía."

Manrupe y Portela comentaron:

"Una de las primeras biografías criollas, y pequeño clásico de Muiño narrado con sensibilidad y sencillez, sin más excesos que los habituales del protagonista."

Por su parte Domingo Di Nubila no escatima elogios considerándola:

"...de las mejores películas del año...inolvidable creación de Enrique Muiño, que infundió impetuosa vida a la figura generosa, valiente y zorruna de Brochero. Le dio grandeza apostólica y coraje masculino y transmitió su fervor...Lucas Demare llevó el relato con brío y naturalidad, en términos de acción y con sentido de la síntesis...película con encanto humano, entretenida, instructiva, muy argentinay con un ángulo social en la rebelión de los serranos contra el terrateniente...paisajes de la serranía corobesa, espléndidamente captados por Bob Roberts...dinámico montaje de Carlos Rinaldi."